# Truth Hurts (Lied)
Truth Hurts ist ein Lied der US-amerikanischen Sängerin Lizzo aus dem Jahre 2017. Es wurde von der Künstlerin zusammen mit jesse saint john, Steven Cheung, Mina Lioness und Ricky Reed geschrieben, sowie von letzterem gemeinsam mit Tele produziert. Das Lied war ursprünglich als Standalone-Single konzipiert, wurde jedoch nachträglich zur Deluxe Edition ihres dritten Studioalbums Cuz I Love You hinzugefügt.

## Hintergrund
Obwohl Truth Hurts bereits 2017 veröffentlicht wurde, entwickelte es sich erst 2 Jahre nach der Veröffentlichung zu einem großen Hit in den USA und stieg am 18. Mai 2019 erstmals in die dortigen Charts ein, zunächst auf Platz 50. Der Erfolg wuchs in den darauffolgenden Monaten immer weiter und machte die Interpretin zum allgemein bekannten Begriff. Die plötzliche, unerwartete Popularität des Liedes lässt sich auf mehrere, in kurzer Zeit hintereinander eintreffende Gründe zurückführen. Zuerst ging ein Video, welches Lizzo nach einem Haarstyling zeigt, die die Worte „bye, bitch!“ ruft, im Internet viral und verschaffte ihr erste Aufmerksamkeit – zunächst jedoch noch nicht als Musikerin. Kurz darauf wurde das aus Truth Hurts stammende Textfragment „I just took a DNA test, turns out I'm 100%...“ zu einer beliebten Vorlage für Memes, in welchen die Benutzer den letzten Teil der Zeile (im Original „that bitch“) durch eigene Wörter ersetzen. Weiters wurde das Lied im Trailer und einer Szene des Films Something Great verwendet. All dies sorgte dafür, dass der Titel, seitdem er auf der Musikstreamingplattform Spotify zu finden war, in seiner Beliebtheit immer weiter anstieg und der Künstlerin zu mehreren prestigeträchtigen Auftritten verhalf, die ihren Status weiter zementierten.
Nachdem sich sein verspäteter Erfolg eingestellt hatte, war Truth Hurts zudem Thema eines Rechtsstreits bezüglich der Autorschaft des Titels. Spezifisch ging es dabei um die oben genannte Textzeile, welche zum Internetphänomen wurde. Die Brüder Justin und Jeremiah Raisen behaupteten, in einer frühen Songwritingsession des Liedes anwesend gewesen zu sein und den Satz beigesteuert zu haben. Lizzo wiederum gab an, nur sie und Ricky Reed wären während des Schreibprozesses im Raum gewesen und sie wäre von einem Instagram-Meme zu der Zeile inspiriert worden. Später erfuhr sie, dass sich besagter Beitrag auf einen Tweet der Userin Mina Lioness berief, und ernannte diese rückwirkend zur offiziellen Co-Autorin.

## Musik und Text
Truth Hurts ist ein Popsong mit Elementen des Hip-Hop. Auffällig am Lied ist sein einfaches, durchgehend gespieltes Pianomotiv und sein melodischer Sprechgesang. Unterlegt werden diese Elemente von einem Beat des Trapgenres, der aus 808-Bass Drums, Hi-Hats und Snares besteht. Der Text des Liedes handelt davon, dass die Interpretin nach dem Ende einer Liebesbeziehung, das dadurch zustande kam, dass ihr Lebensgefährte wieder zu seiner Ex-Freundin zurückkehrte, voranschreitet und sich in Zukunft nicht binden will. Sie zelebriert ihr Singledasein und lehnt es ab, nur eine Nebenbuhlerin zu sein.

## Musikvideo
Der Videoclip zu Truth Hurts zeigt Lizzo bei ihrer Hochzeit, während sie auf ihren Bräutigam wartet. Sie trägt ein weißes Brautkleid und ein Brautbouquet. Getraut wird sie von einem oberkörperfreien Mann mit Hut. Dazwischen erfolgen mehrere Schnitte auf die Gäste, deren Reaktionen sich stark unterscheiden: so weinen einige, während andere fröhlich herumhüpfen. Plötzlich steht eine Frau von ihrem Platz auf und beginnt, sich mit der Braut zu streiten. Sie verschwindet danach aus dem Video. Am Ende des Clips wird ersichtlich, dass der vermeintliche Bräutigam, auf den sie gewartet hat, ihr Ebenbild ist. Sie ist somit mit sich selbst am glücklichsten. In zwischendurch immer wieder eingeblendeten Szenen sitzt sie, ebenfalls in Weiß, jedoch freizügiger gekleidet, auf einer Bank in einem Zimmer, wobei sie sich direkt vor den Vorhängen befindet, oder zusammen mit zwei anderen Frauen auf einem Bett, wobei sie sich immer rhythmisch bewegt. Es wird auch eine Feier, die offenbar nach der Trauung stattfindet, mehrfach gezeigt. Auf dieser sind viele Luftballons zu sehen und das Ambiente ist in rosafarbenes Licht getaucht. In all diesen Szenerien herrscht eine ausgelassene Stimmung.

## Kritik
Truth Hurts erhielt positive Kritiken. Gelobt wurden die positiven Botschaften des Liedes, sowie der clevere Humor, den die Künstlerin beweist. Man könnte sich mit der geschilderten Situation des Verlassenwerdens identifizieren, und Lizzo würde uns in diesen Momenten der Ehrlichkeit für sich gewinnen. Ihre Attitüde wurde gepriesen: sie wisse, dass sie Ehrlichkeit von Männern erwarte, und selbst, wenn sich diese schlecht benähmen, wäre sie immer noch „100% that bitch“, wie sie singt. Sie gestehe sich ein, ihre Schwierigkeiten mit dem männlichen Geschlecht zu haben, löse diese aber auf ihre eigene Weise. Ebenfalls freute man sich darüber, dass sie betone, kein Problem mit einem Leben als Single zu haben.

## Kommerzieller Erfolg

### Chartplatzierungen
In den USA war Truth Hurts ein großer kommerzieller Erfolg. Nachdem es 2 Jahre nach seinem Erscheinen in die Billboard Hot 100 einstieg, konnte es im Laufe des Jahres zu einem Nummer-eins-Hit avancieren und die Spitzenposition 7 Wochen lang einnehmen. Es wurde dort mit Doppelplatin ausgezeichnet. Auch in Kanada (Platz 7) und Neuseeland (Platz 5) gelang es ihm, in die Top Ten zu klettern. Im Rest der Welt schlug es sich vergleichsweise moderat; im deutschsprachigen Raum wurde es kaum beachtet: in den deutschen und österreichischen Hitparaden konnte es sich überhaupt nicht beweisen, in der Schweiz lediglich Platz 94 einnehmen.
| ChartsChartplatzierungen       | Höchstplatzierung | Wochen |
| ------------------------------ | ----------------- | ------ |
| Schweiz (IFPI)                 | 94 (1 Wo.)        | 1      |
| Vereinigte Staaten (Billboard) | 1 (42 Wo.)        | 42     |
| Vereinigtes Königreich (OCC)   | 29 (28 Wo.)       | 28     |

| ChartsJahrescharts (2019)      | Platzierung |
| ------------------------------ | ----------- |
| Vereinigte Staaten (Billboard) | 13          |

### Auszeichnungen für Musikverkäufe
| Land/Region                  | Auszeichnungen für Musikverkäufe (Land/Region, Auszeichnung, Verkäufe) | Verkäufe  |
| ---------------------------- | ---------------------------------------------------------------------- | --------- |
| Australien (ARIA)            | 3× Platin                                                              | 210.000   |
| Brasilien (PMB)              | Diamant                                                                | 160.000   |
| Dänemark (IFPI)              | Gold                                                                   | 45.000    |
| Finnland (IFPI)              | Gold                                                                   | 20.000    |
| Frankreich (SNEP)            | Gold                                                                   | 100.000   |
| Italien (FIMI)               | Gold                                                                   | 35.000    |
| Kanada (MC)                  | 7× Platin                                                              | 720.000   |
| Neuseeland (RMNZ)            | 4× Platin                                                              | 120.000   |
| Niederlande (NVPI)           | Gold                                                                   | 40.000    |
| Norwegen (IFPI)              | Gold                                                                   | 30.000    |
| Österreich (IFPI)            | Gold                                                                   | 15.000    |
| Polen (ZPAV)                 | Gold                                                                   | 25.000    |
| Portugal (AFP)               | Gold                                                                   | 5.000     |
| Vereinigte Staaten (RIAA)    | 7× Platin                                                              | 7.000.000 |
| Vereinigtes Königreich (BPI) | Platin                                                                 | 600.000   |
| Insgesamt                    | 9× Gold · 24× Platin · 1× Diamant ·                                    | 9.125.000 |

Hauptartikel: Lizzo/Auszeichnungen für Musikverkäufe